# Amelungsborn kloster

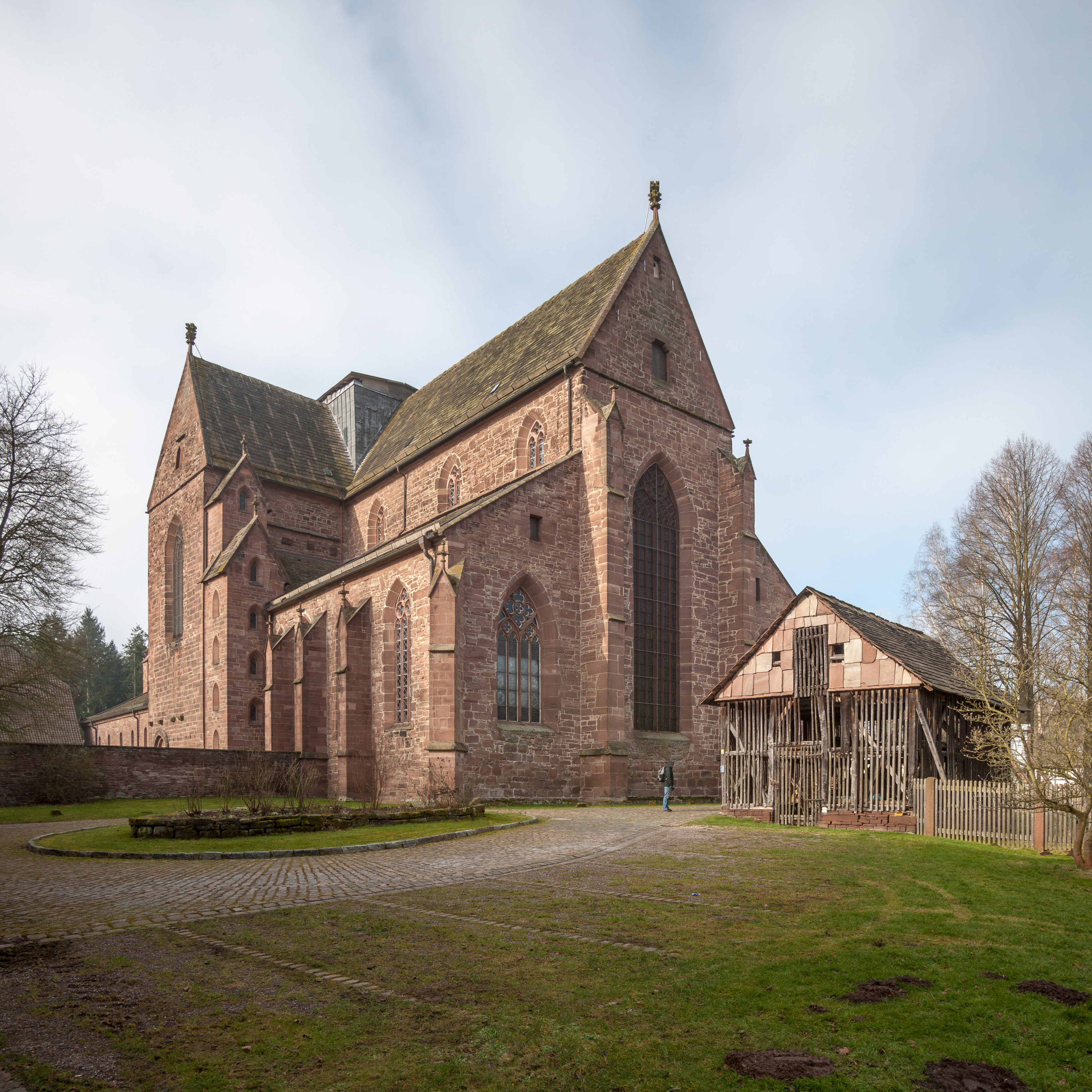
Amelungsborn klosters exteriör

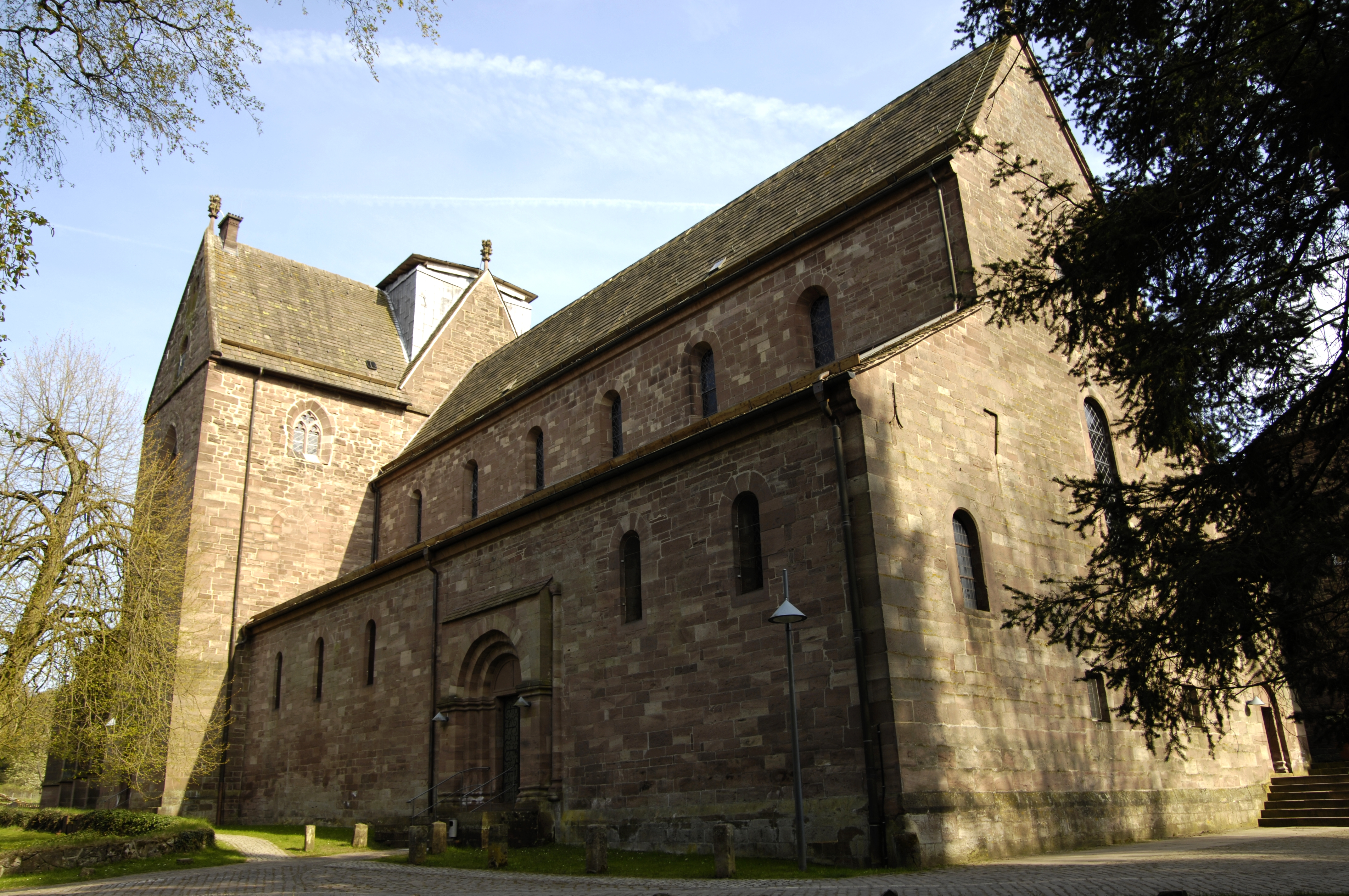
Amelungsborn klosters exteriör

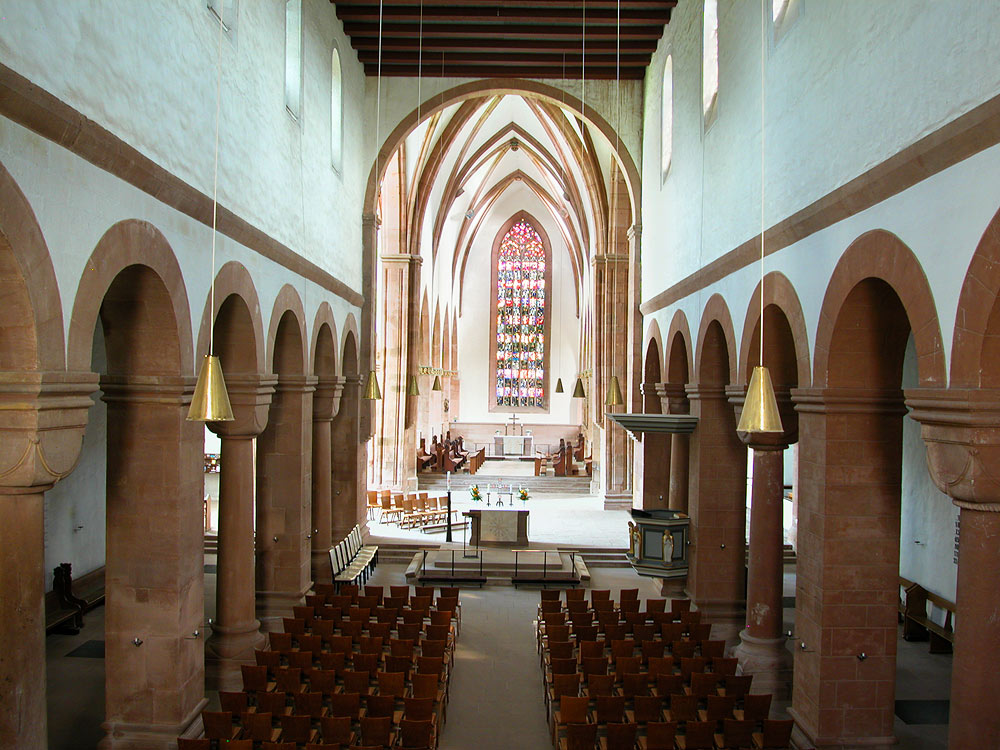
Amelungsborn klosterkyrkas interiör

Amelungsborn kloster eller Amelunxborn är ett protestantiskt kloster i Bad Doberan i Tyskland, grundat 20 november 1135. 
Idag har klostret 8 bröder, en abbot och 30 lekbröder (Familiaritas). Cirka 1280 fanns där 50 munkar och 90 lekbröder. Klostret fick flera dotterkloster, Doberan Kloster kanske mest känt i Sverige som begravningsplats för Albrekt av Mecklenburg, Isenhagen-Marienrode kloster, m.fl. 1875 togs klostrets skola över av napoleons trupper. Under andra världskriget bombades klostret av amerikanska trupper, skadorna reparerades 1954 till 1959.
Abbotar:
- Heinrich I (1141–1143)
- Everhelm (c. 1150-1184)
- Johann I (1186)
- Hoiko (1196–1201)
- Walbert (1204/1205)
- Konrad (1209)
- Gottschalk (1213–1235)
- Dietrich (1236–1245)
- Johann II (1246–1251)
- Arnold (1254–1269)
- Moritz (1270–1291)
- Balduin (1293–1301)
- Bertram (1302–1311)
- Gieseler (1317–1322)
- Ludolf I (1326–1329)
- Heinrich II (1334–1337)
- Ludolf II (1339–1353)
- Engelhard (1355–1371)
- Johann (III) Maske (1377–1378)
- Heinrich (III) Rikolf (1400–1415)
- Reiner (1417–1426)
- Herwig (1431–1432)
- Johann IV (1433)
- Saner von Horn (1438–1462)
- Johann (V) Alremann (1463–1464)
- Heinrich (IV) von Horn (1465–1477)
- Johann (VI) von Dassel (1477–1483)
- Bernhard von Haselünne (1483–1485)
- Werner von der Werder (1487–1495)
- Gebhard Maske (1499–1510)
- Hermann Kannegießer (1516–1531)
- Veit Teckermester (1533–1553)
- Andreas Steinhauer (1555–1588) - förste lutherske abboten
- Vitus Buchius (1588–1598)
- Anton Georgius (1598–1625)
- Theodor Berkelmann (1625–1645)
- Statius Fabricius (1647–1649)
- Hermann Topp(ius) (1655–1675)
- Herbert Rudolphi (1676–1684)
- Andreas Overbeck (1685–1686)
- Andreas Rudeloff (1686–1701)
- Johann Georg Werner (1702–1711)
- Christian Heinrich Behm (1712–1740)
- Anton August Osterreich (1740–1745)
- Theodor Wilhelm Ritmeister (1747–1774)
- Johann Friedrich Häseler (1774–1797)
- Jakob Christian Weland (1798–1813) - under dennes period stängdes klostret
- Theodor Christoph Grotian (1814–1829)
- Franz Heinrich Wilhelm Rägener (1831–1837)
- Theodor Wilhelm Heinrich Bank (1840–1843)
- Wilhelm Hille (1845–1880)
- Karl Julius Franz Stausebach (1881–1892)
- Johann Karl Theodor Schütte (1900–1912)
- position of abbot vacant (1912–1960)
- 1960–1971: Christhard Mahrenholz - återgrundare
- 1971–1989: Kurt Schmidt-Clausen
- 1989–1996: Ernst Henze
- 1996–2002: Hans-Christian Drömann
- 2002–    : Eckhard Gorka